# Dieter Großklaus
Dieter Großklaus (* 3. März 1930 in Mühlhausen/Thüringen) ist ein deutscher Veterinärmediziner und ehemaliger Präsident des deutschen Bundesgesundheitsamtes.

## Leben
Großklaus studierte Veterinärmedizin an der Humboldt-Universität Berlin und an der Freien Universität Berlin, wo er 1955 das Staatsexamen ablegte und danach auch promovierte. Er war zunächst weiter an der FU Berlin am Veterinärpharmakologischen Institut und am Institut für Lebensmittelhygiene beschäftigt. Während seiner Studienzeit wurde Großklaus im Wintersemester 1950/51 Mitglied der Berliner Burschenschaft Primislavia sowie im Sommersemester 1952 Mitglied der Berliner Burschenschaft Obotritia, der bereits sein Vater angehört hatte. Die Primislavia ging später in der Vereinigten Berliner Burschenschaft Thuringia auf, der Großklaus dadurch als Alter Herr angehört.
Ab 1962 war er am Bundesgesundheitsamt (BGA) tätig. Hier war er zunächst Leiter des Laboratoriums für Lebensmittelhygiene, später dann der Abteilung für Veterinärmedizin am Max-von-Pettenkofer-Institut. 1972 wurde er schließlich zum Leiter des Instituts für Veterinärmedizin berufen, 1985 zum Präsidenten des BGA als Nachfolger von Karl Überla.
Nach Bekanntwerden des „Blut(er)skandals“ – neben dem Contergan-Fall einer der größten Medizin-Skandale der Bundesrepublik – wurde er am 6. Oktober 1993 vom damaligen Bundesgesundheitsminister Horst Seehofer als einer der politischen Hauptverantwortlichen entlassen; das von ihm geführte Amt wurde Ende Juni 1994 aufgelöst.
Im Jahr 2012 legte Großklaus einen umfassenden Bericht zur Auflösung des BGA vor, in dem er zu dessen Geschichte, Organisation, Zusammenarbeit seiner Institute, Auflösungsprozess und dessen Folgen sowie den Nachfolgeinstituten Stellung nimmt. Der Bericht wurde durch die Ärztekammer Berlin auf ihrer Website veröffentlicht, um – so die Ärztekammer – „für die Medizinhistoriker, vor allem aber bei künftigen Diskussionen von Zuständigkeiten und ggf. bei Reorganisationen im gesundheitlichen Verbraucherschutz auf Bundesebene hilfreich“ zu sein.
Großklaus hat eine Vielzahl von wissenschaftlichen Beiträgen, Buchkapiteln und Büchern vor allem auf den Gebieten Lebensmittelhygiene, Zoonosenforschung und des gesundheitlichen Verbraucherschutzes publiziert. Er war unter anderem Vorsitzender der Berliner Wissenschaftlichen Gesellschaft und Mitglied des Kuratoriums der Kaiserin-Friedrich-Stiftung für das ärztliche Fortbildungswesen.

## Auszeichnungen
- mehrere Ehrendoktorate
- Health-for-All Gold Medal der Weltgesundheitsorganisation,
- Großes Bundesverdienstkreuz
- Robert-von-Ostertag-Plakette
- Mitglied der Akademie gemeinnütziger Wissenschaften zu Erfurt (seit 1990)